# Bhola (district)
Bhola est un district du Bangladesh. Il est situé dans la division de Barisal. La ville principale est Bhola.

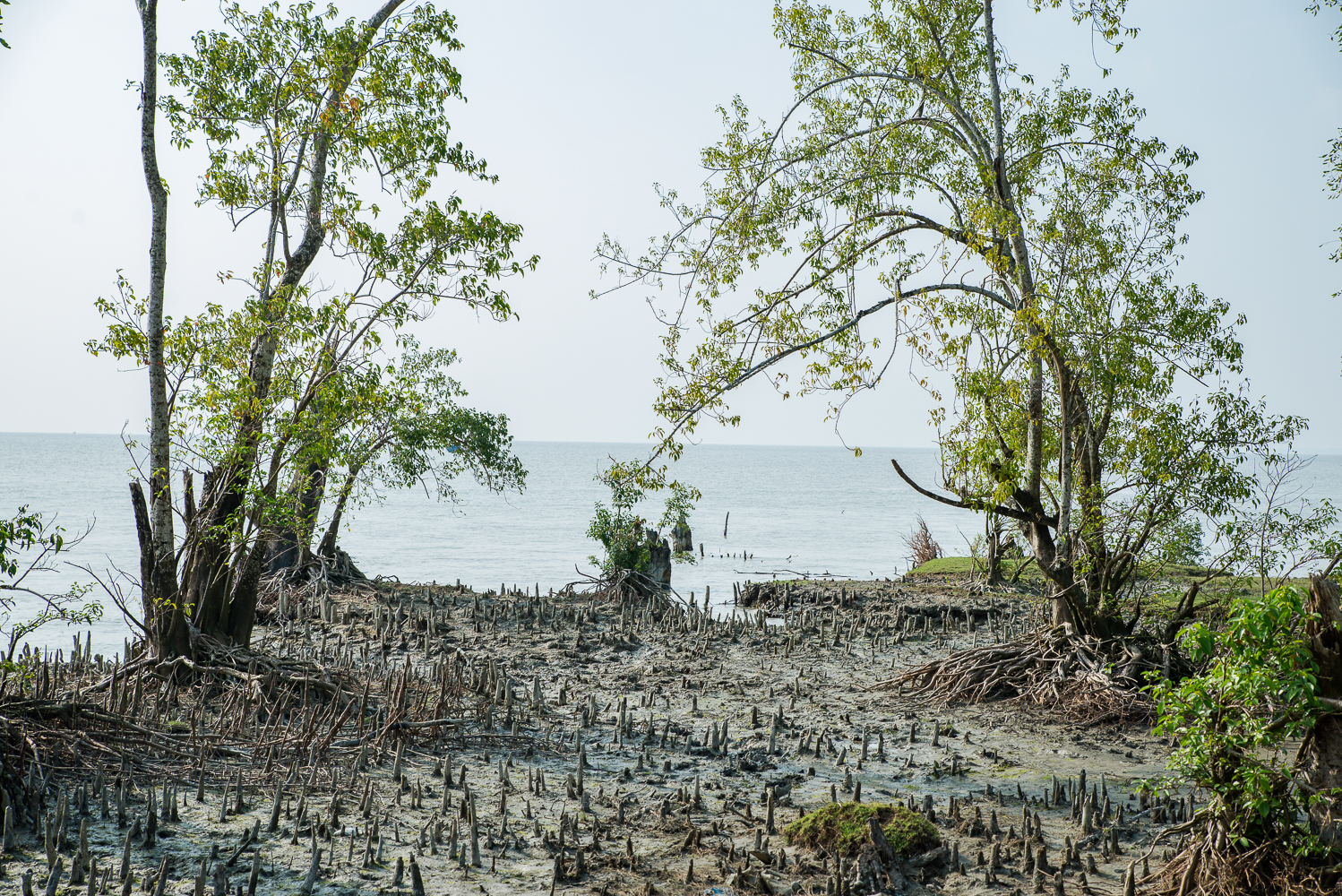
Mangroves dans la réserve faunique de Char Kukri-Mukri